# أوروابان
أوروابان هي مدينة، تتبع ولاية ميتشواكان، بلغ عدد سكانها 315٬350  نسمة، في 2010.

## المناخ
يظهر الجدول التالي التغييرات المناخية على مدار السنة لأوروابان:
| البيانات المناخية لـأوروابان                          | البيانات المناخية لـأوروابان | البيانات المناخية لـأوروابان | البيانات المناخية لـأوروابان | البيانات المناخية لـأوروابان | البيانات المناخية لـأوروابان | البيانات المناخية لـأوروابان | البيانات المناخية لـأوروابان | البيانات المناخية لـأوروابان | البيانات المناخية لـأوروابان | البيانات المناخية لـأوروابان | البيانات المناخية لـأوروابان | البيانات المناخية لـأوروابان | البيانات المناخية لـأوروابان |
| الشهر                                                 | يناير                        | فبراير                       | مارس                         | أبريل                        | مايو                         | يونيو                        | يوليو                        | أغسطس                        | سبتمبر                       | أكتوبر                       | نوفمبر                       | ديسمبر                       | المعدل السنوي                |
| ----------------------------------------------------- | ---------------------------- | ---------------------------- | ---------------------------- | ---------------------------- | ---------------------------- | ---------------------------- | ---------------------------- | ---------------------------- | ---------------------------- | ---------------------------- | ---------------------------- | ---------------------------- | ---------------------------- |
| الدرجة القصوى °م (°ف)                                 | 31.7 (89.1)                  | 36.0 (96.8)                  | 39.0 (102.2)                 | 35.4 (95.7)                  | 35.6 (96.1)                  | 36.5 (97.7)                  | 33.0 (91.4)                  | 31.5 (88.7)                  | 33.0 (91.4)                  | 32.5 (90.5)                  | 34.5 (94.1)                  | 36.0 (96.8)                  | 39.0 (102.2)                 |
| متوسط درجة الحرارة الكبرى °م (°ف)                     | 24.7 (76.5)                  | 26.1 (79.0)                  | 28.3 (82.9)                  | 30.0 (86.0)                  | 30.1 (86.2)                  | 27.6 (81.7)                  | 26.3 (79.3)                  | 26.1 (79.0)                  | 26.0 (78.8)                  | 26.4 (79.5)                  | 26.0 (78.8)                  | 24.9 (76.8)                  | 26.9 (80.4)                  |
| المتوسط اليومي °م (°ف)                                | 16.9 (62.4)                  | 17.8 (64.0)                  | 19.5 (67.1)                  | 21.2 (70.2)                  | 22.0 (71.6)                  | 21.4 (70.5)                  | 20.5 (68.9)                  | 20.3 (68.5)                  | 20.2 (68.4)                  | 19.9 (67.8)                  | 18.8 (65.8)                  | 17.6 (63.7)                  | 19.7 (67.5)                  |
| متوسط درجة الحرارة الصغرى °م (°ف)                     | 9.1 (48.4)                   | 9.4 (48.9)                   | 10.7 (51.3)                  | 12.5 (54.5)                  | 14.0 (57.2)                  | 15.3 (59.5)                  | 14.7 (58.5)                  | 14.6 (58.3)                  | 14.5 (58.1)                  | 13.3 (55.9)                  | 11.6 (52.9)                  | 10.3 (50.5)                  | 12.5 (54.5)                  |
| أدنى درجة حرارة °م (°ف)                               | −1.0 (30.2)                  | −0.1 (31.8)                  | 0.2 (32.4)                   | −2.5 (27.5)                  | 1.0 (33.8)                   | 3.4 (38.1)                   | 7.2 (45.0)                   | 5.3 (41.5)                   | 3.1 (37.6)                   | −0.5 (31.1)                  | 1.8 (35.2)                   | −1.2 (29.8)                  | −2.5 (27.5)                  |
| الهطول مم (إنش)                                       | 45.2 (1.78)                  | 10.5 (0.41)                  | 6.3 (0.25)                   | 9.0 (0.35)                   | 31.9 (1.26)                  | 270.5 (10.65)                | 326.0 (12.83)                | 338.1 (13.31)                | 299.3 (11.78)                | 138.3 (5.44)                 | 32.1 (1.26)                  | 13.5 (0.53)                  | 1٬520٫7 (59.87)              |
| متوسط أيام هطول الأمطار (≥ 0.1 mm)                    | 2.4                          | 1.7                          | 1.2                          | 1.2                          | 4.8                          | 18.0                         | 23.9                         | 23.8                         | 21.9                         | 13.2                         | 4.2                          | 2.1                          | 118.4                        |
| المصدر #1: Servicio Meteorologico Nacional            |                              |                              |                              |                              |                              |                              |                              |                              |                              |                              |                              |                              |                              |
| المصدر #2: Servicio Meteorologico Nacional (extremes) |                              |                              |                              |                              |                              |                              |                              |                              |                              |                              |                              |                              |                              |

## توأمة
لأوروابان اتفاقيات توأمة مع:
- كانساس سيتي

## أعلام
- خافيير مارين
- خورخي مارين
- ماركو منديز
- فرنسيسكو مورا
- أدولفو ريوس
- جيراردو غارسيا بيمنتل